# Großer Preis von Monaco 2009
Der Große Preis von Monaco 2009 (offiziell Formula 1 Grand Prix de Monaco 2009) fand am 24. Mai auf dem Circuit de Monaco in Monte Carlo statt und war das sechste Rennen der Formel-1-Weltmeisterschaft 2009.

## Berichte

### Hintergrund
Nach dem Großen Preis von Spanien führte Jenson Button in der Fahrerwertung mit 14 Punkten vor Rubens Barrichello und mit 18 Punkten vor Sebastian Vettel. In der Konstrukteurswertung führte Brawn-Mercedes mit 29,5 Punkten vor Red Bull-Renault und mit 41,5 Punkten vor Toyota.
Nick Heidfeld setzte wieder KERS ein. Zusammen mit den beiden Rennwagen von Ferrari und McLaren-Mercedes waren fünf Autos mit dem System unterwegs. Red Bull-Renault startete zum ersten Mal mit einem Doppel-Diffusor.
Mit Fernando Alonso (zweimal), Jarno Trulli, Kimi Räikkönen und Lewis Hamilton (jeweils einmal) traten vier ehemalige Sieger zu diesem Grand Prix an.

### Training
Der erste Trainingstag in Monaco fand traditionell am Donnerstag statt. Im ersten freien Training fuhr Barrichello die Bestzeit vor seinem Landsmann Felipe Massa und Hamilton.
Im zweiten freien Training sicherte sich Nico Rosberg seine neunte Trainingsbestzeit der laufenden Saison. Auf den Plätzen hinter ihm folgten Hamilton und Barrichello.
Im dritten freien Training am Samstag fuhr Alonso die schnellste Runde vor dem WM-Führenden Button und Heikki Kovalainen im McLaren-Mercedes.

### Qualifying
Das Qualifying bestand aus drei Teilen mit einer Nettolaufzeit von 45 Minuten. Im ersten Qualifying-Segment (Q1) hatten die Fahrer 18 Minuten Zeit, um sich für das Rennen zu qualifizieren. Die besten 15 Fahrer erreichten den nächsten Teil. Rosberg war Schnellster. Die beiden BMW Sauber- und beide Toyota-Piloten und überraschend Hamilton schieden aus. Hamilton sorgte mit einem Unfall in der Mirabeau für eine Unterbrechung des Zeittrainings. Da sein Getriebe bei dem Unfall beschädigt und ausgewechselt wurde, musste der Brite vom Ende des Feldes starten.
Der zweite Abschnitt (Q2) dauerte 15 Minuten. Die schnellsten zehn Piloten qualifizierten sich für den dritten Teil des Qualifyings. Räikkönen war Schnellster. Beide Force-India-Piloten, die zum ersten Mal den Sprung in die Top 15 geschafft hatten, beide Toro Rosso-Fahrer und Nelson Piquet jr schieden aus.
Der letzte Abschnitt (Q3) ging über eine Zeit von zwölf Minuten, in denen die ersten zehn Startpositionen vergeben wurden. Button fuhr mit einer Zeit von 1:14,902 Minuten die Bestzeit und sicherte sich seine siebte Pole-Position vor Räikkönen und Barrichello. Button schaffte das Kuriosum im dritten Teil, in dem die Formel-1-Wagen aufgetankt sind, schneller zu fahren als in den ersten beiden Qualifying Segmenten mit weniger Sprit an Bord.

### Rennen
Beim Start verteidigte Button seine Führung, nachdem sein Teamkollege Barrichello Räikkönen bereits vor der ersten Kurve überholt hatte. Während beide Brawn-Rennwagen sowie Vettel das Rennen auf den super weichen Reifen begannen, starteten die Ferraris und Williams mit den weichen Reifen. Nachdem die weichen den super weichen Reifen beim Start unterlegen waren, verloren die super weichen Reifen nach einigen Runden deutlich an Bodenhaftung. Am deutlichsten wurde dieser Unterschied bei Vettel, der auf Platz vier liegend den Rest des Feldes aufhielt und so das Entstehen einer Lücke zwischen den drei führenden Piloten und dem übrigen Feld ermöglichte. Schließlich wurde Vettel von Rosberg überholt.

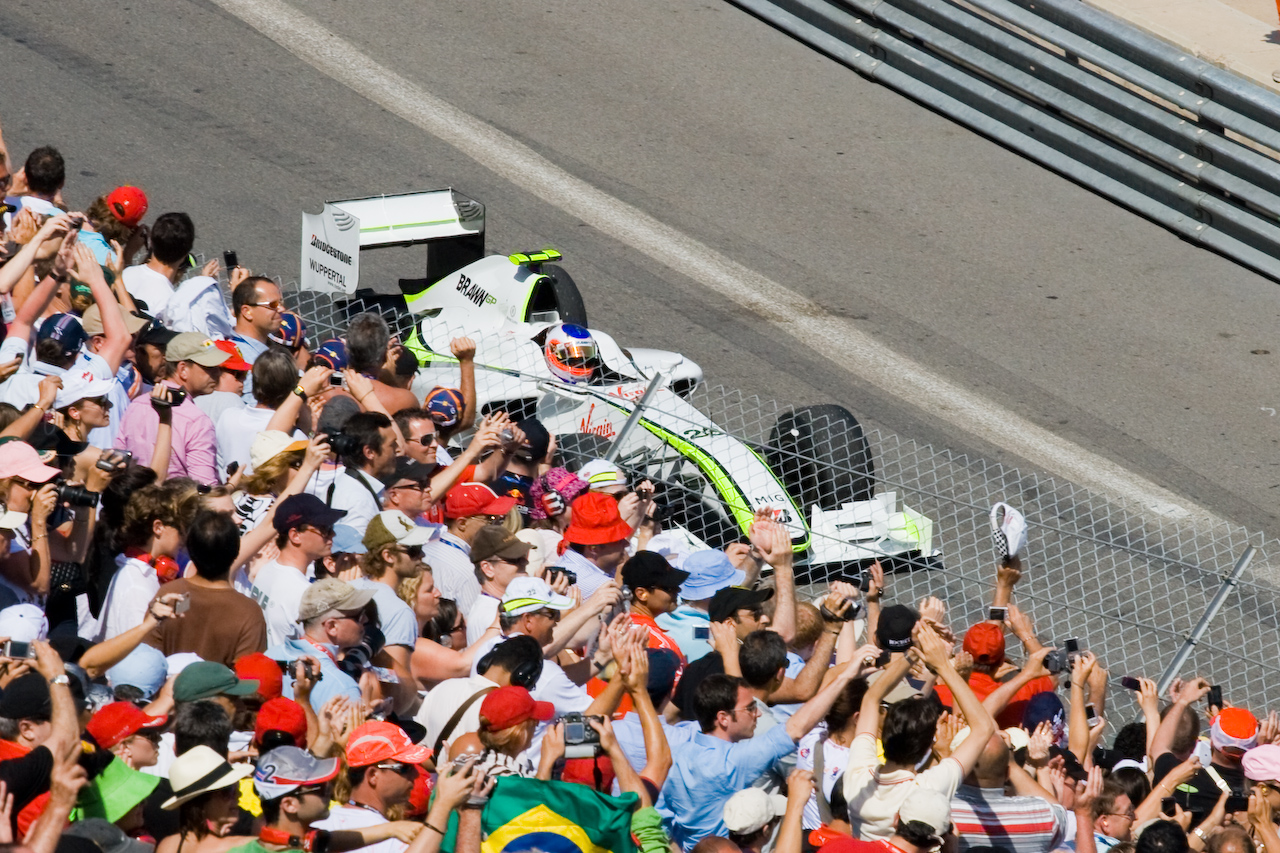
Rubens Barrichello wird Zweiter in Monaco

In der 10. Runde kam es in der Sainte Devote zu einem Unfall zwischen Sébastien Buemi und Piquet jr. Für Buemi war das Rennen auf der Stelle beendet, Piquet jr. konnte seinen havarierten Rennwagen bis in die Boxengasse fahren, musste aber dort wegen zu großer Beschädigungen aufgeben. Etwas später beendete auch Vettel sein Rennen in der Sainte Devote. Die meiste Zeit führte Button mit einem 15-Sekunden-Vorsprung auf seinen Teamkollegen Barrichello, der einen kleineren Vorsprung auf die Ferrari von Räikkönen und Massa hatte. Massa rückte in den Blickpunkt der Rennkommissare, nachdem er zweimal unabsichtlich die Piscine-Schikane geschnitten hatte.

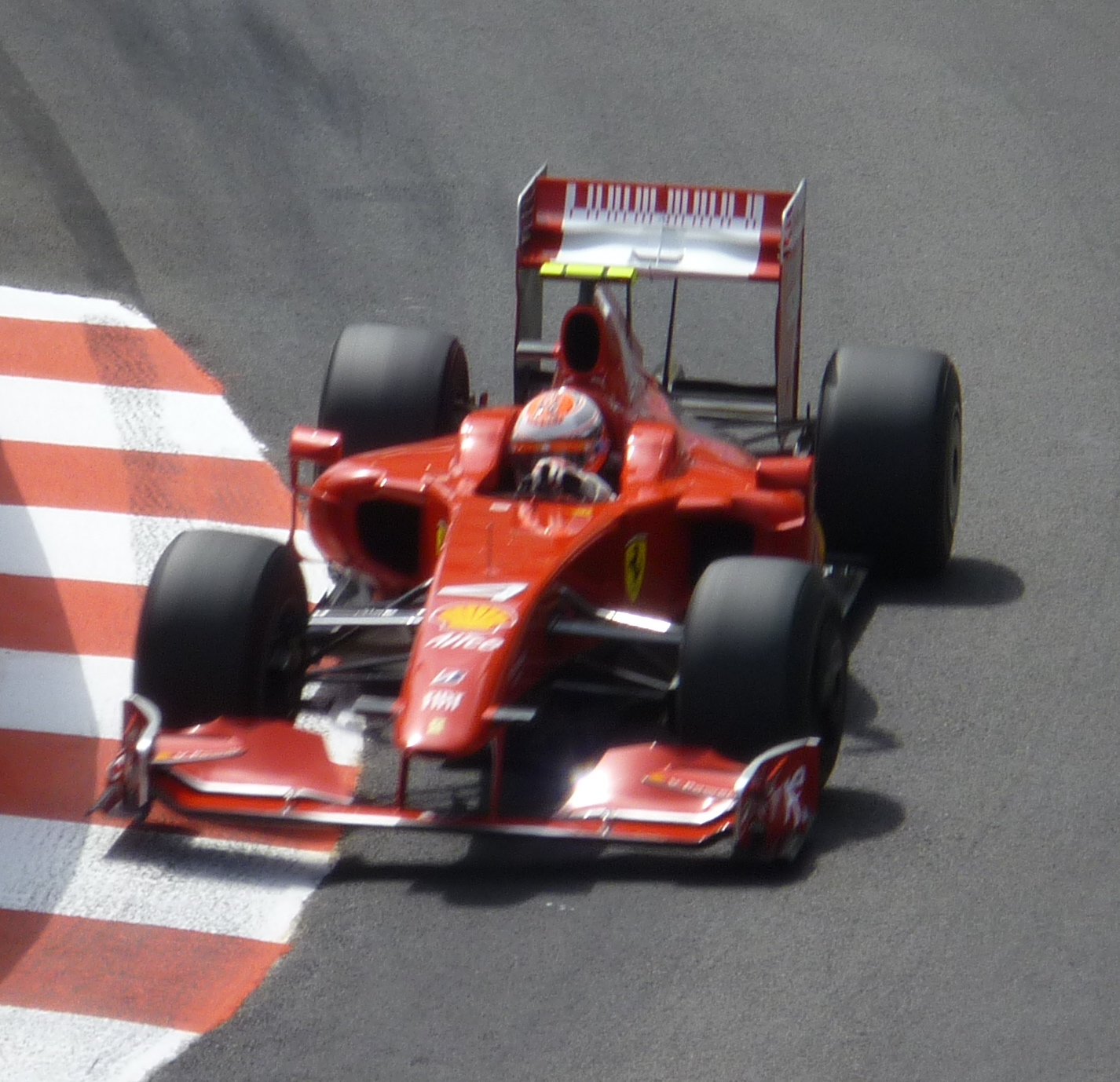
Räikkönen sorgte für das erste Podium für Ferrari in der Saison

Im weiteren Rennverlauf kollidierte Kovalainen in der Piscine mit der Streckenbegrenzung. In der letzten Runde baute Kazuki Nakajima einen Unfall in der Mirabeau. Weiterhin fiel Robert Kubica aus, der Probleme mit seinen Bremsen hatte. Gegen Ende des Rennens trat auch bei beiden Ferrari-Piloten, die auf Grund des Reglements den letzten Abschnitt mit super weichen Reifen bestritten, Körnung an den Reifen auf und somit waren sie nicht in der Lage auf die Brawn-Piloten aufzuschließen. Am Ende gewann Button das Rennen vor Barrichello und Räikkönen. Weitere Punkte gingen an Massa, Mark Webber im Red Bull, Rosberg, Alonso und Sébastien Bourdais. Für Button war es der vierte Sieg in der Formel-1-Weltmeisterschaft.
Nach dem Rennende sorgte Button erneut für Schlagzeilen: Wie üblich parkte er seinen Rennwagen im Parc-Fermé am Anfang der Boxengasse. In Monaco ist es allerdings üblich, dass die ersten drei Fahrer ihr Fahrzeug auf der Start-Ziel-Geraden vor der Fürsten-Loge parken. Im Gegensatz zu Barrichello und Räikkönen wusste Button nichts von dieser Besonderheit und musste den Weg zur Siegerehrung im Laufschritt antreten.

## Meldeliste
| Team                      | Nr. | Fahrer               | Chassis           | Motor                | Reifen |
| ------------------------- | --- | -------------------- | ----------------- | -------------------- | ------ |
| Vodafone McLaren Mercedes | 01  | Lewis Hamilton       | McLaren MP4-24    | Mercedes-Benz 2.4 V8 | B      |
| Vodafone McLaren Mercedes | 02  | Heikki Kovalainen    | McLaren MP4-24    | Mercedes-Benz 2.4 V8 | B      |
| Scuderia Ferrari Marlboro | 03  | Felipe Massa         | Ferrari F60       | Ferrari 2.4 V8       | B      |
| Scuderia Ferrari Marlboro | 04  | Kimi Räikkönen       | Ferrari F60       | Ferrari 2.4 V8       | B      |
| BMW Sauber F1 Team        | 05  | Robert Kubica        | BMW Sauber F1.09  | BMW 2.4 V8           | B      |
| BMW Sauber F1 Team        | 06  | Nick Heidfeld        | BMW Sauber F1.09  | BMW 2.4 V8           | B      |
| ING Renault F1 Team       | 07  | Fernando Alonso      | Renault R29       | Renault 2.4 V8       | B      |
| ING Renault F1 Team       | 08  | Nelson Piquet jr.    | Renault R29       | Renault 2.4 V8       | B      |
| Panasonic Toyota Racing   | 09  | Jarno Trulli         | Toyota TF109      | Toyota 2.4 V8        | B      |
| Panasonic Toyota Racing   | 10  | Timo Glock           | Toyota TF109      | Toyota 2.4 V8        | B      |
| Scuderia Toro Rosso       | 11  | Sébastien Bourdais   | Toro Rosso STR4   | Ferrari 2.4 V8       | B      |
| Scuderia Toro Rosso       | 12  | Sébastien Buemi      | Toro Rosso STR4   | Ferrari 2.4 V8       | B      |
| Red Bull Racing           | 14  | Mark Webber          | Red Bull RB5      | Renault 2.4 V8       | B      |
| Red Bull Racing           | 15  | Sebastian Vettel     | Red Bull RB5      | Renault 2.4 V8       | B      |
| AT&T Williams             | 16  | Nico Rosberg         | Williams FW31     | Toyota 2.4 V8        | B      |
| AT&T Williams             | 17  | Kazuki Nakajima      | Williams FW31     | Toyota 2.4 V8        | B      |
| Force India F1 Team       | 20  | Adrian Sutil         | Force India VJM02 | Mercedes-Benz 2.4 V8 | B      |
| Force India F1 Team       | 21  | Giancarlo Fisichella | Force India VJM02 | Mercedes-Benz 2.4 V8 | B      |
| Brawn GP Formula 1 Team   | 22  | Jenson Button        | Brawn BGP 001     | Mercedes-Benz 2.4 V8 | B      |
| Brawn GP Formula 1 Team   | 23  | Rubens Barrichello   | Brawn BGP 001     | Mercedes-Benz 2.4 V8 | B      |

Anmerkungen
1. ↑  Die Startnummern 18 und 19 wurden wegen des Rückzugs des Honda-Teams nicht vergeben. Das Nachfolgeteam Brawn GP bekam als Neuling traditionell die letzten Startnummern, das Team Force India rückte aus Marketinggründen nicht auf.

## Klassifikationen

### Qualifying
| Pos. | Fahrer               | Konstrukteur         | Q1       | Q2       | Q3       | Start |
| ---- | -------------------- | -------------------- | -------- | -------- | -------- | ----- |
| 01   | Jenson Button        | Brawn-Mercedes       | 1:15,210 | 1:15,016 | 1:14,902 | 01    |
| 02   | Kimi Räikkönen       | Ferrari (K)          | 1:15,746 | 1:14,514 | 1:14,927 | 02    |
| 03   | Rubens Barrichello   | Brawn-Mercedes       | 1:15,425 | 1:14,829 | 1:15,077 | 03    |
| 04   | Sebastian Vettel     | Red Bull-Renault     | 1:15,915 | 1:14,879 | 1:15,271 | 04    |
| 05   | Felipe Massa         | Ferrari (K)          | 1:15,340 | 1:15,001 | 1:15,437 | 05    |
| 06   | Nico Rosberg         | Williams-Toyota      | 1:15,094 | 1:14,846 | 1:15,455 | 06    |
| 07   | Heikki Kovalainen    | McLaren-Mercedes (K) | 1:15,495 | 1:14,809 | 1:15,516 | 07    |
| 08   | Mark Webber          | Red Bull-Renault     | 1:15,260 | 1:14,825 | 1:15,653 | 08    |
| 09   | Fernando Alonso      | Renault              | 1:15,898 | 1:15,200 | 1:16,009 | 09    |
| 10   | Kazuki Nakajima      | Williams-Toyota      | 1:15,930 | 1:15,579 | 1:17,344 | 10    |
| 11   | Sébastien Buemi      | Toro Rosso-Ferrari   | 1:15,834 | 1:15,833 | –        | 11    |
| 12   | Nelson Piquet jr.    | Renault              | 1:16,013 | 1:15,837 | –        | 12    |
| 13   | Giancarlo Fisichella | Force India-Mercedes | 1:16,063 | 1:16,146 | –        | 13    |
| 14   | Sébastien Bourdais   | Toro Rosso-Ferrari   | 1:16,120 | 1:16,281 | –        | 14    |
| 15   | Adrian Sutil         | Force India-Mercedes | 1:16,248 | 1:16,545 | –        | 15    |
| 16   | Lewis Hamilton       | McLaren-Mercedes (K) | 1:16,264 | –        | –        | 19    |
| 17   | Nick Heidfeld        | BMW Sauber (K)       | 1:16,264 | –        | –        | 16    |
| 18   | Robert Kubica        | BMW Sauber           | 1:16,405 | –        | –        | 17    |
| 19   | Jarno Trulli         | Toyota               | 1:16,548 | –        | –        | 18    |
| 20   | Timo Glock           | Toyota               | 1:16,788 | –        | –        | 20    |

Anmerkungen
(K) = Rennwagen mit KERS

### Rennen
| Pos. | Fahrer               | Konstrukteur         | Runden | Stopps | Zeit        | Start | Schnellste Runde |
| ---- | -------------------- | -------------------- | ------ | ------ | ----------- | ----- | ---------------- |
| 01   | Jenson Button        | Brawn-Mercedes       | 78     | 2      | 1:40:44,282 | 01    | 1:15,190 (49.)   |
| 02   | Rubens Barrichello   | Brawn-Mercedes       | 78     | 2      | + 7,666     | 03    | 1:15,685 (46.)   |
| 03   | Kimi Räikkönen       | Ferrari (K)          | 78     | 2      | + 13,442    | 02    | 1:15,382 (47.)   |
| 04   | Felipe Massa         | Ferrari (K)          | 78     | 2      | + 15,110    | 05    | 1:15,154 (50.)   |
| 05   | Mark Webber          | Red Bull-Renault     | 78     | 2      | + 15,730    | 08    | 1:15,321 (45.)   |
| 06   | Nico Rosberg         | Williams-Toyota      | 78     | 2      | + 33,586    | 06    | 1:15,772 (48.)   |
| 07   | Fernando Alonso      | Renault              | 78     | 2      | + 37,839    | 09    | 1:15,371 (64.)   |
| 08   | Sébastien Bourdais   | Toro Rosso-Ferrari   | 78     | 1      | + 1:03,142  | 14    | 1:16,178 (47.)   |
| 09   | Giancarlo Fisichella | Force India-Mercedes | 78     | 1      | + 1:05,040  | 20    | 1:16,419 (74.)   |
| 10   | Timo Glock           | Toyota               | 77     | 1      | + 1 Runde   | 19    | 1:16,066 (72.)   |
| 11   | Nick Heidfeld        | BMW Sauber (K)       | 77     | 1      | + 1 Runde   | 16    | 1:16,268 (49.)   |
| 12   | Lewis Hamilton       | McLaren-Mercedes (K) | 77     | 2      | + 1 Runde   | 20    | 1:15,706 (65.)   |
| 13   | Jarno Trulli         | Toyota               | 77     | 2      | + 1 Runde   | 18    | 1:16,011 (57.)   |
| 14   | Adrian Sutil         | Force India-Mercedes | 77     | 2      | + 1 Runde   | 15    | 1:16,245 (66.)   |
| 15   | Kazuki Nakajima      | Williams-Toyota      | 76     | 2      | + 2 Runde   | 10    | 1:15,792 (73.)   |
| –    | Heikki Kovalainen    | McLaren-Mercedes (K) | 51     | 1      | DNF         | 07    | 1:15,672 (48.)   |
| –    | Robert Kubica        | BMW Sauber           | 28     | 1      | DNF         | 17    | 1:17,558 (25.)   |
| –    | Sebastian Vettel     | Red Bull-Renault     | 15     | 1      | DNF         | 04    | 1:17,634 (15.)   |
| –    | Nelson Piquet jr.    | Renault              | 10     | 0      | DNF         | 12    | 1:18,514 (07.)   |
| –    | Sébastien Buemi      | Toro Rosso-Ferrari   | 10     | 0      | DNF         | 11    | 1:18,582 (07.)   |

Anmerkungen
(K) = Rennwagen mit KERS

## WM-Stände nach dem Rennen
Die ersten acht des Rennens bekamen 10, 8, 6, 5, 4, 3, 2 bzw. 1 Punkt(e).

### Fahrerwertung
| Pos. | Fahrer             | Konstrukteur     | Punkte |
| ---- | ------------------ | ---------------- | ------ |
| 01   | Jenson Button      | Brawn-Mercedes   | 51,0   |
| 02   | Rubens Barrichello | Brawn-Mercedes   | 35,0   |
| 03   | Sebastian Vettel   | Red Bull-Renault | 23,0   |
| 04   | Mark Webber        | Red Bull-Renault | 19,5   |
| 05   | Jarno Trulli       | Toyota           | 14,5   |
| 06   | Timo Glock         | Toyota           | 12,0   |
| 07   | Fernando Alonso    | Renault          | 11,0   |
| 08   | Kimi Räikkönen     | Ferrari          | 9,0    |
| 09   | Lewis Hamilton     | McLaren-Mercedes | 9,0    |
| 10   | Felipe Massa       | Ferrari          | 8,0    |

| Pos. | Fahrer               | Konstrukteur         | Punkte |
| ---- | -------------------- | -------------------- | ------ |
| 11   | Nico Rosberg         | Williams-Toyota      | 7,5    |
| 12   | Nick Heidfeld        | BMW Sauber           | 6,0    |
| 13   | Heikki Kovalainen    | McLaren-Mercedes     | 4,0    |
| 14   | Sébastien Buemi      | Toro Rosso-Ferrari   | 3,0    |
| 15   | Sébastien Bourdais   | Toro Rosso-Ferrari   | 2,0    |
| 16   | Giancarlo Fisichella | Force India-Mercedes | 0,0    |
| 17   | Adrian Sutil         | Force India-Mercedes | 0,0    |
| 18   | Nelson Piquet jr.    | Renault              | 0,0    |
| 19   | Robert Kubica        | BMW Sauber           | 0,0    |
| 20   | Kazuki Nakajima      | Williams-Toyota      | 0,0    |

### Konstrukteurswertung
| Pos. | Konstrukteur     | Punkte |
| ---- | ---------------- | ------ |
| 01   | Brawn-Mercedes   | 86,0   |
| 02   | Red Bull-Renault | 42,5   |
| 03   | Toyota           | 26,5   |
| 04   | Ferrari          | 17,0   |
| 05   | McLaren-Mercedes | 13,0   |

| Pos. | Konstrukteur         | Punkte |
| ---- | -------------------- | ------ |
| 06   | Renault              | 11,0   |
| 07   | Williams-Toyota      | 7,5    |
| 08   | BMW Sauber           | 6,0    |
| 09   | Toro Rosso-Ferrari   | 5,0    |
| 10   | Force India-Mercedes | 0,0    |